# Марвін Огунжимі
Марвін Огунжимі (фр. Marvin Ogunjimi, нар. 12 жовтня 1987, Мехелен) — бельгійський футболіст, нападник «Сувона».
Насамперед відомий виступами за «Генк», з яким вигравав чемпіонат, кубок і суперкубок Бельгії та національну збірну Бельгії, за яку провів 7 матчів.

## Клубна кар'єра
Вихованець футбольної школи клубу «Мехелен».
У дорослому футболі дебютував 2004 року виступами за «Генк», в якому провів три сезони, взявши участь лише у 8 матчах чемпіонату.
Протягом сезону 2007/08 на правах оренди захищав кольори нідерландського «Валвейка» у Еерстедивізі.
Повернувшись з оренди, відіграв за команду з Генка наступні чотири сезони своєї ігрової кар'єри і був одним з головних бомбардирів команди, маючи середню результативність на рівні 0,41 голу за гру першості. У 2009 році він з командою виграв національний кубок, а у 2011 — чемпіонат і суперкубок Бельгії.
На початку 2012 року приєднався до складу іспанської «Мальорки», проте закріпитись не зумів і з літа того ж року здавався в оренду в бельгійські клуби «Стандард» (Льєж), «Беєрсхот» та «Ауд-Геверле».
6 червня 2014 року підписав контракт з норвезьким «Стремсгодсетом», де через травми так і не став основним гравцем, зігравши за півтора року лише 19 матчів в чемпіонаті.
12 лютого 2016 року став гравцем корейського «Сувона».

## Виступи за збірну
У 2010 році дебютував в офіційних матчах у складі національної збірної Бельгії.
Увійшов до трійки найкращих бомбардирів своєї групи, забивши 5 м'ячів у ворота суперників у кваліфікації чемпіонату Європи 2012.
Всього провів у формі головної команди країни 7 матчів, забивши 5 голів.
| Дата       | Місто    | Господарі | Результат | Гості     | Турнір            | Голи | Примітки |
| ---------- | -------- | --------- | --------- | --------- | ----------------- | ---- | -------- |
| 08/10/2010 | Астана   | Казахстан | 0 – 2     | Бельгія   | Відбір до ЧЄ 2012 | 2    |          |
| 12/10/2010 | Брюссель | Бельгія   | 4 – 4     | Австрія   | Відбір до ЧЄ 2012 | 1    |          |
| 25/03/2011 | Відень   | Австрія   | 0 – 2     | Бельгія   | Відбір до ЧЄ 2012 | -    |          |
| 03/06/2011 | Брюссель | Бельгія   | 1 – 1     | Туреччина | Відбір до ЧЄ 2012 | 1    |          |
| 06/09/2011 | Брюссель | Бельгія   | 1 – 0     | США       | товариський матч  | -    |          |
| 07/10/2011 | Брюссель | Бельгія   | 4 – 1     | Казахстан | Відбір до ЧЄ 2012 | 1    |          |
| 11/10/2011 | Дортмунд | Німеччина | 3 – 1     | Бельгія   | Відбір до ЧЄ 2012 | -    |          |
| Усього     |          | Матчів    | 7         |           | Голів             | 5    |          |

## Титули і досягнення
- Володар Кубка Бельгії (1):

«Генк»: 2008–09
- Чемпіон Бельгії (1):

«Генк»: 2010–11
- Володар Суперкубка Бельгії (1):

«Генк»: 2011
- Володар Кубка Таїланду (1):

«Ратчабурі Мітр Фол»: 2016
- Володар Кубка Білорусі (1):

«Динамо-Берестя»: 2017–18